# Жанна Фриске
Жанна Владимировна Фриске (на руски: Жанна Владимировна Фриске) е руска поп певица, телевизионна водеща и актриса.

## Биография
Жанна Фриске е родена на 8 юли 1974 г. в Москва. След като завършва основното си образование, тя е приета във факултета по културология на Московския държавен университет, по-късно обаче се премества във факултета по журналистика. Там се запознава с мъж, чиито приятели след време стават продуценти на група „Блестящие“ и канят Жанна да участва. Тя споделя, че идеята ѝ се е сторила абсурдна, защото никога не е мислила да се занимава професионално с музика, но пък е имала досег с изкуството, тъй като баща ѝ е свирил на барабани и като е била малка, често са пели заедно.
През 1996 г. влиза в женската поп група „Блестящие“.
През 2004 г. излиза филмът „Нощен патрул“, в който Жанна прави актьорския си дебют.
Жанна Фриске умира от рак на 15 юни 2015 г.